# Dos viejos comiendo sopa

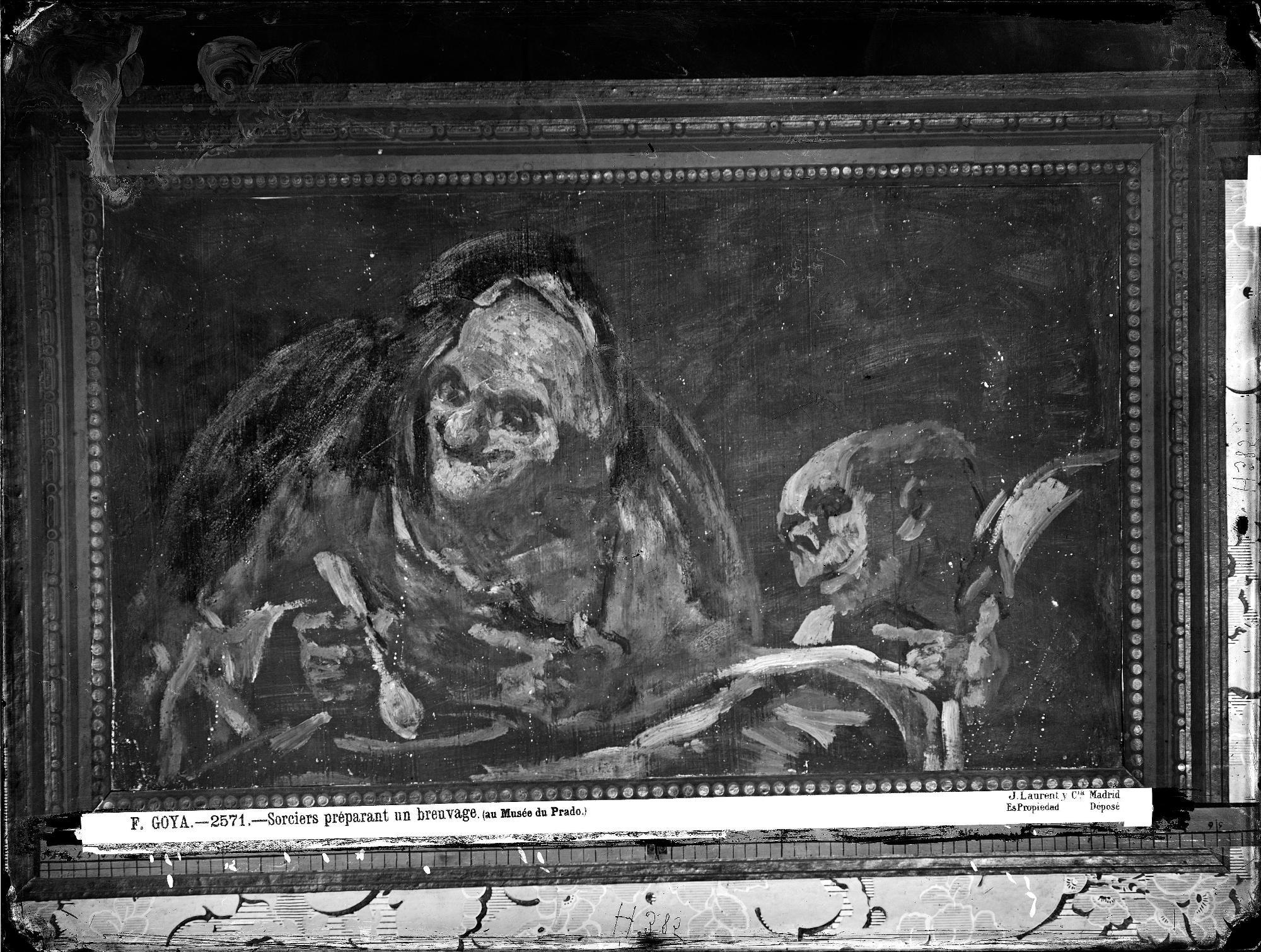
La pintura original en la pared de la Quinta de Goya, fotografiada en 1874 por J. Laurent. El rótulo indicando «Museo del Prado» fue añadido en el negativo de vidrio original por los sucesores de Laurent, hacia el año 1890. Fototeca del IPCE.

Dos viejos comiendo sopa es una de las Pinturas negras que formaron parte de la decoración de los muros de la casa — llamada la Quinta del Sordo — que Francisco de Goya adquirió en 1819. Esta obra ocupaba probablemente (por el formato que tiene) el espacio de la sobrepuerta de la planta baja de la casa.
El cuadro, junto con el resto de las Pinturas negras, fue trasladado de revoco a lienzo, a partir de 1874, por Salvador Martínez Cubells, por encargo del barón Émile d’Erlanger, un banquero francés, de origen alemán, que tenía intención de venderlos en la Exposición Universal de París de 1878. Sin embargo, las obras no atrajeron compradores y él mismo las donó, en 1881, al Museo del Prado, donde actualmente se exponen.
En el cuadro aparecen dos ancianos personajes, sin estar claro si son hombres o mujeres. El de la izquierda, con pañuelo blanco, dibuja una mueca con su boca, posiblemente por la falta de dientes. El otro personaje contrasta vivamente con él: de rostro de cadáver, sus ojos son dos oquedades negras y su cabeza tiene en general el aspecto de una calavera representando el paso del tiempo y la muerte, que llegará para todos por igual.
Las pinceladas están aplicadas de modo muy libre, decidido y rápido. Son brochazos llenos con mucha pasta de pintura los que definen los dedos artríticos o la cuchara. También hay un amplio uso de la técnica de la aplicación de pigmento con espátula.
Como en todas las Pinturas negras, la gama cromática se reduce a ocres, tierras, grises y negros. El cuadro es un exponente de las características que el siglo XX ha considerado como precursoras del expresionismo pictórico.